# Bloedbad van Glitiškės
Het Bloedbad van Glitiškės, ook bekend als het Bloedbad van Glinciszki, vond plaats op 20 juni 1944 in het Litouwse dorp Glitiškės. Er werden 37 Poolse dorpsbewoners vermoord door Litouwse collaborateurs.

## Geschiedenis
Vóór 1939 lag Glinciszki in het Pools-Litouwse grensgebied. In 1939 en 1940 waren Oost-Polen en Litouwen geannexeerd door de Sovjet-Unie. Op 20 juni 1944, toen Glinciszki nog bezet was door Nazi-Duitsland, vond er een treffen plaats tussen de Litouwse politie en het Poolse vrijheidsleger, de Armia Krajowa. Tijdens de gevechten kwamen vier Litouwse politieagenten om het leven. Als vergelding op de dood van deze politieagenten, besloot de commandant van de eenheid dat er voor elk Litouws slachtoffer tien dorpsbewoners moesten worden vermoord. Uiteindelijk werden er 37 personen gearresteerd en geëxecuteerd. Opmerkelijk is dat de commandant later door de Duitsers werd gearresteerd en uiteindelijk werd geëxecuteerd. Dit omdat bij de slachtoffers die hij voor de vergelding uit had gekozen een werknemer van het Duitse bestuur zat.
Enkele dagen later werd de massamoord gevolgd door bloedige aanslagen van Poolse partizanen. Zij vermoordden in het Litouwse dorp Dubingiai als vergelding op de massamoord in Glitiškės 20 tot 27 personen.

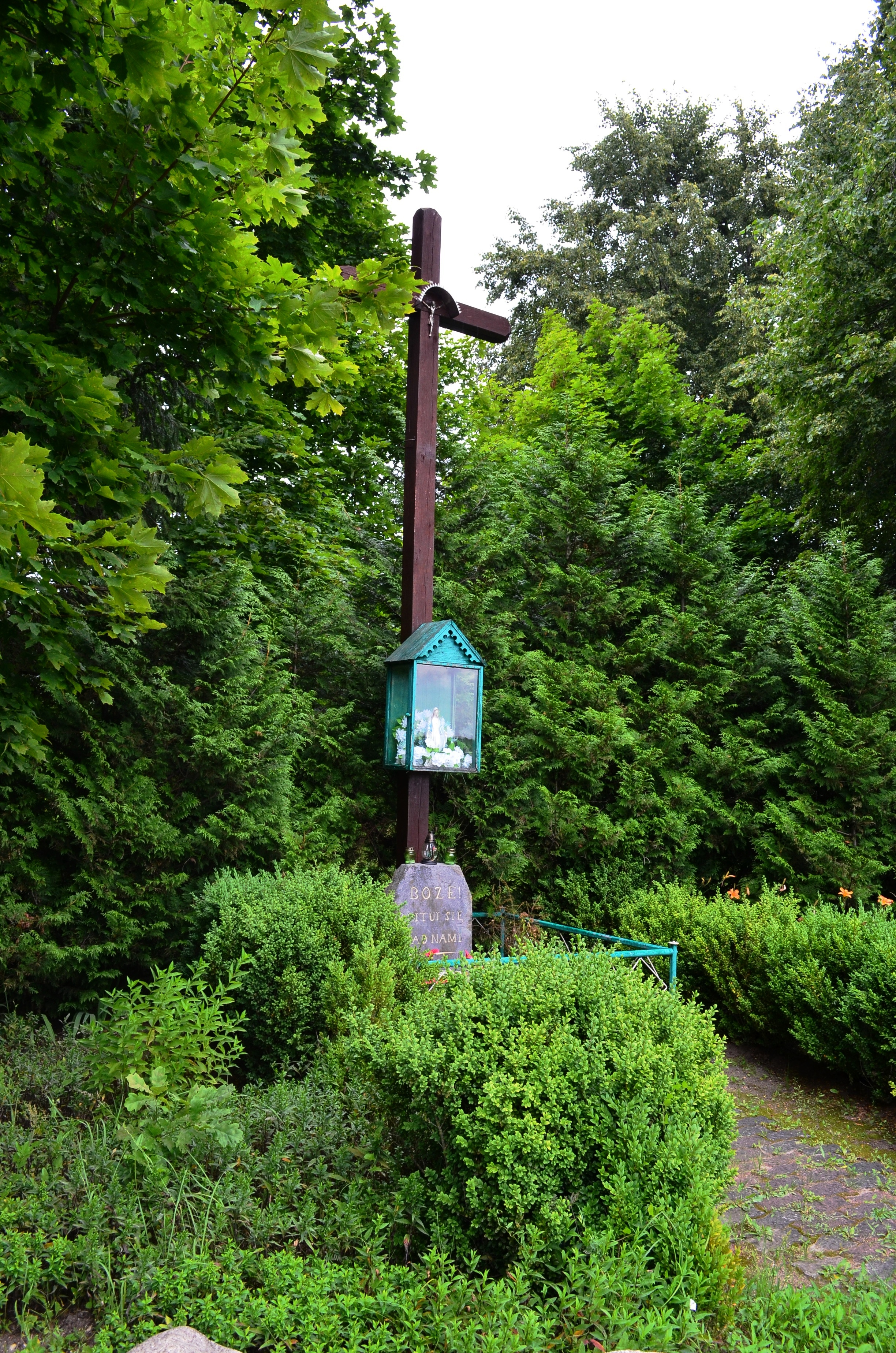
Herdenkingskruis

Ardeatijnse-grotten · Babi Jar · Bleiburg · Bronnaja Gora · Butrimonys · Canicattì · Changjiao · Chatyn · Distomo · Glitiškės · Kamjanets-Podilsky · Katyn · Ležáky · Lidice · Maillé · Malmedy · Nanjing · Oradour-sur-Glane · Paneriai · Sochy · Trhová Kamenice · Tulle · Vinkt · Wereth